# Daniel Auer
Daniel Auer (Graz, 26 ottobre 1994) è un ex ciclista su strada austriaco, professionista dal 2013 al 2023.

## Palmarès
- 2016 (Team Felbermayr Simplon Wels, una vittoria)

1ª tappa Corsa della Pace Under-23 (Jeseník > Rýmařov)
- 2017 (Team Felbermayr Simplon Wels, una vittoria)

1ª tappa Triptyque des Monts et Châteaux (Flobecq > Warcoing)
- 2018 (WSA Pushbikers, una vittoria)

Grand Prix Kranj
- 2019 (Maloja Pushbikers, una vittoria)

V4 Special Series Vasarosnameny - Nyiregyhaza
- 2021 (WSA KTM Graz, tre vittorie)

3ª tappa Belgrade Banjaluka (Bijeljina > Vlasenica)
4ª tappa Tour of Szeklerland (Miercurea Ciuc > Miercurea Ciuc)
3ª tappa Giro della Regione Friuli Venezia Giulia (Mortegliano > Pordenone)
- 2022 (WSA KTM Graz p/b Leomo, due vittorie)

Umag Trophy
GP Slovenian Istria

### Altri successi
- 2021 (WSA KTM Graz)

Classifica scalatori Belgrade Banjaluka

## Piazzamenti

### Competizioni mondiali
- Campionati del mondo su strada

Doha 2016 - In linea Under-23: 30º
Innsbruck 2018 - Cronosquadre: 22º

### Competizioni continentali
- Campionati europei su strada

Tartu 2015 - In linea Junior: 27º
Herning 2017 - In linea Elite: 19º
Plouay 2020 - In linea Elite: 61º
- Campionati europei su pista

Grenchen 2023 - Inseguimento individuale: 23º
- Giochi europei

Minsk 2019: 3°
- Campionati europei di mountain bike

Grecia 2007 - Downhill 4 Cross: 7º